# Paul Dedewo
Paul Dedewo (ur. 5 czerwca 1991) – amerykański lekkoatleta specjalizujący się w biegach sprinterskich.
Srebrny medalista IAAF World Relays (2017). W 2018 za bieg w eliminacjach otrzymał srebrny medal halowych mistrzostw świata w Birmingham.
Medalista mistrzostw Stanów Zjednoczonych.

## Osiągnięcia
| Rok  | Impreza                   | Miejsce    | Konkurencja                      | Lokata     | Wynik           |
| ---- | ------------------------- | ---------- | -------------------------------- | ---------- | --------------- |
| 2017 | IAAF World Relays         | Nassau     | sztafeta mieszana 4 × 400 metrów | 2. miejsce | 3:17,29         |
| 2018 | Halowe mistrzostwa świata | Birmingham | sztafeta 4 × 400 metrów          | 2. miejsce | 3:01,97 (elim.) |
| 2019 | IAAF World Relays         | Jokohama   | sztafeta 4 × 400 metrów          | –          | DQ              |
| 2024 | Halowe mistrzostwa świata | Glasgow    | sztafeta 4 × 400 metrów          | 2. miejsce | 3:02,60 (elim.) |

## Rekordy życiowe
- Bieg na 200 metrów – 20,40 (2017)
- Bieg na 400 metrów (stadion) – 44,43 (2018)
- Bieg na 400 metrów (hala) – 45,61 (2018)